# Plectris juengeri
Plectris juengeri är en skalbaggsart som beskrevs av Frey 1969. Plectris juengeri ingår i släktet Plectris och familjen Melolonthidae. Inga underarter finns listade i Catalogue of Life.